# Hippocampus ingens
Hippocampus ingens е вид морско конче от семейство иглови (Syngnathidae). Видът е уязвим и сериозно застрашен от изчезване.

## Разпространение и местообитание
Разпространен е в Галапагоски острови, Гватемала, Еквадор, Колумбия, Коста Рика, Мексико, Никарагуа, Панама, Перу, Салвадор, САЩ и Хондурас.
Обитава крайбрежията и пясъчните и скалисти дъна на океани, морета, заливи и рифове в райони с тропически, умерен и субтропичен климат. Среща се на дълбочина от 1 до 120 m, при температура на водата от 14,2 до 21,3 °C и соленост 34,2 – 34,9 ‰.

## Описание
На дължина достигат до 30 cm.
Популацията на вида е намаляваща.